# Musée international et bibliothèque de la Musique (Bologne)
Le musée international et bibliothèque de la Musique de Bologne est l'aboutissement d’un projet culturel engagé par la municipalité avec la contribution du Cabinet présidentiel et du ministère de la Culture. Il a été inauguré en mai 2004 au sein du Palazzo Sanguinetti (it), palais du XVIe siècle à l’architecture prestigieuse et fascinante, situé Strada Maggiore.

## Le musée
Donné à la ville par Eleonora Sanguinetti en 1986, cet édifice a été restauré afin de restituer à leur splendeur originale les remarquables fresques intérieures. Ces dernières, peintes au début du XIXe siècle, sont parmi les œuvres les plus significatives du style napoléonien et néoclassique bolonais. La restauration a également aménagé la structure aux normes actuelles en matière d’exposition, de conservation et de services au public.
Le musée, la bibliothèque spécialisée, l’espace événements, les ateliers pédagogiques et les points multimédias font contrepoint aux salles décorées par Pelagio Palagi, Serafino Barozzi, Vincenzo Martinelli et Antonio Basoli, tout en présentant le musée comme un lieu vivant, multi-fonctionnel et interactif, attirant chercheurs, mélomanes et touristes – adultes et enfants – réunis par un intérêt commun : la musique dans ses multiples formes et expressions.
L’entrée du musée se fait par la cour intérieure décorée d’un trompe-l’œil réalisé par Luigi Busatti et Francesco Santini ; ce dernier offre un magnifique arrière-plan à la reproduction d’un atelier de lutherie que les descendants d’Otello Bignami (en), fabricant de violons bolonais (1914-1989), ont généreusement offert à la ville de Bologne. La cour intérieure est également caractérisée par un escalier monumental dominé par une lanterne, ornementé par Santini et probablement par Serafino Barozzi.
Par l’escalier on accède au premier étage du palais : l’exposition se déroule à travers neuf salles décorées de fresques tout en parcourant six siècles de l’histoire de la musique européenne. 
 Le parcours est illustré par une centaine de portraits de personnages du monde de la musique appartenant à la collection commencée par Padre Martini, plus de quatre-vingts instruments de musique anciens et enfin une vaste sélection de documents d’une valeur historique incomparable : traités, volumes, livrets d’opéra, lettres, manuscrits, partitions autographes, etc.

## L’exposition permanente

### Premier étage

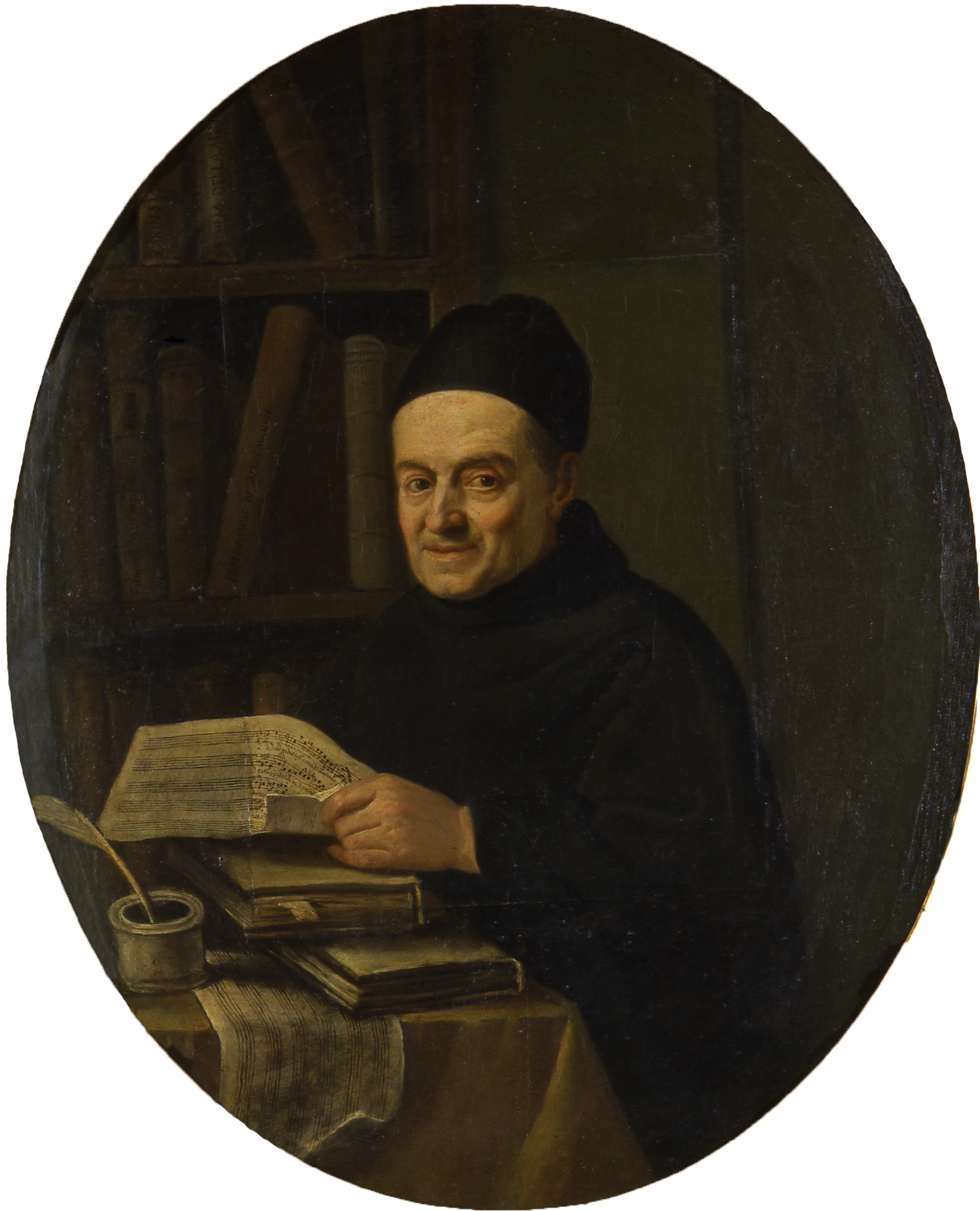
Padre Gianbattista Martini de Angelo Crescimbeni, 1770.

Le parcours débute avec les décorations luxuriantes de la salle dite Boschereccia (ou salle du Banquet) peinte par Vincenzo Martinelli ; les statues de Bacchus et de Cérès sont en revanche du jeune Pelagio Palagi ; dans la vitrine centrale, quelques œuvres emblématiques servent de prologue au visiteur qui s’apprête à parcourir l’univers musical. 
La salle 2 (salle d’Énée décorée par Palagi et G. Tambroni) et la salle 3 (salle du Zodiaque, attribuée au même Pelagi et à Domenico Corsini) sont dédiées au père Giovanni Battista Martini, dont le portrait par Angelo Crescimbeni le représente comme l’une des plus illustres personnalités du XVIIIe siècle musical européen : grand érudit et collectionneur insatiable, on lui doit la création des importantes collections musicales bolonaises. 
Dans la salle 3 sont illustrés en particulier les rapports entre le père Martini, maître recherché de contrepoint sévère, et les personnalités les plus importantes du monde musical de l’époque, comme le jeune Mozart ou encore Johann Christian Bach, dont on peut admirer un portrait réalisé par Thomas Gainsborough. Dans la même salle, on contemplera les célèbres Portes de bibliothèque musicale de Giuseppe Maria Crespi et le clavecin d’Orazio Albana.
La salle 4, dénommée l’Idée de la musique, est dédiée aux théoriciens musicaux du XVe au XVIe siècle ; elle comprend d’importants exemples de traités musicaux, agrémentés des portraits de leurs auteurs et de quelques instruments de grande importance comme le clavemusicum, pièce unique réalisée en 1606 par Vito Trasuntino. 
Quelques-unes des œuvres les plus significatives du musée sont exposées dans la salle 5 (Salle des Fêtes ou des Arts, peinte par Serafino Barozzi), consacrée aux livres de musique et instruments des XVIe et XVIIe siècles. Tout en soulignant la riche décoration du carrelage «alla veneziana», de modernes vitrines circulaires situées au centre de la pièce abritent des textes raffinés de la fin du XVe siècle, le célèbre Harmonice musices Odhecaton A., premier livre musical imprimé, réalisé par Ottaviano Petrucci en 1501, ou encore des instruments : des luths ; une Harmonie de flûtes de Manfredo Settala de 1650, un autre unicum de la collection ; des pochettes et une série extraordinaire de cornets et serpents ; enfin, un instrument de scène singulier, le théorbe en forme de khitára. 

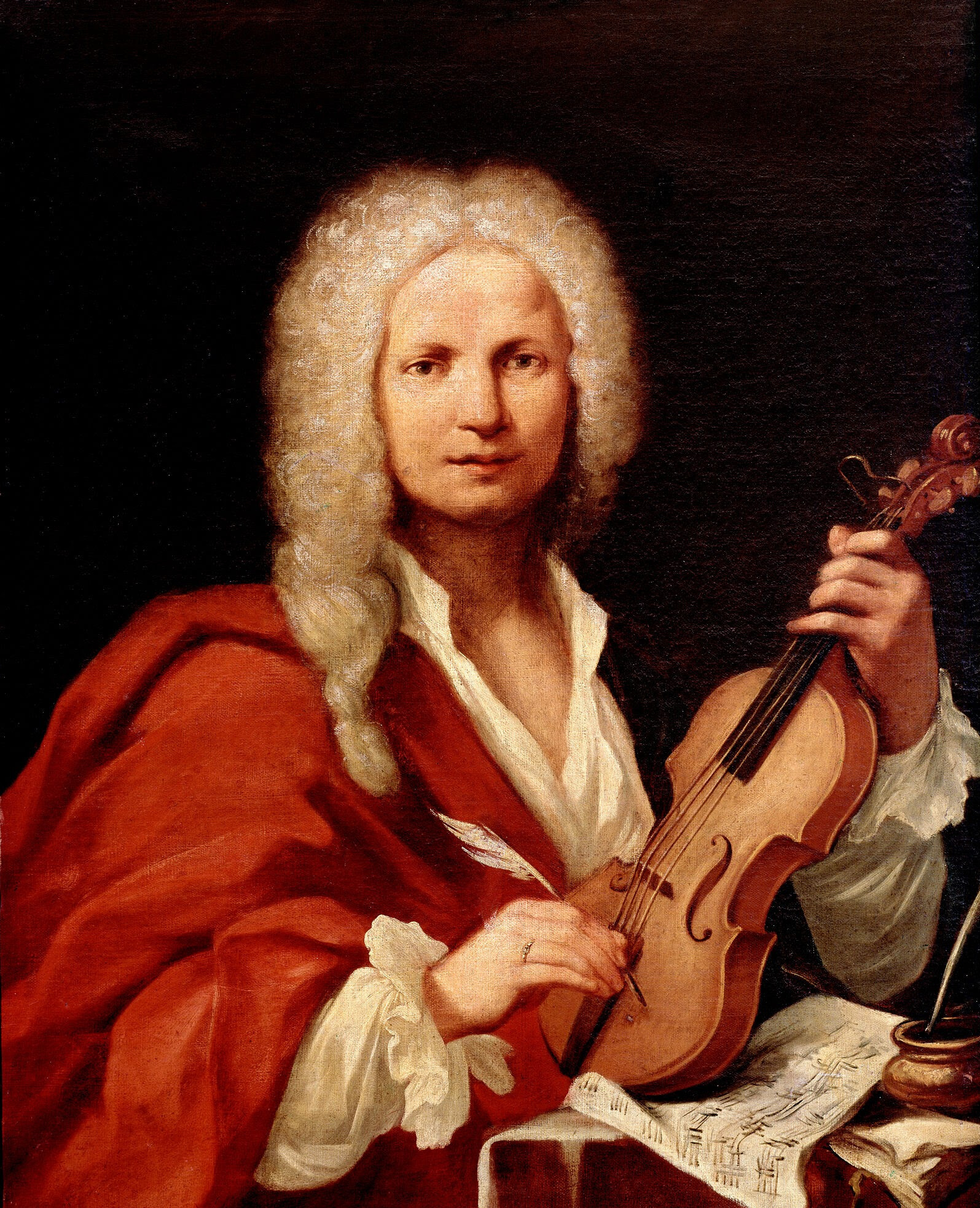
Antonio Vivaldi 1723.

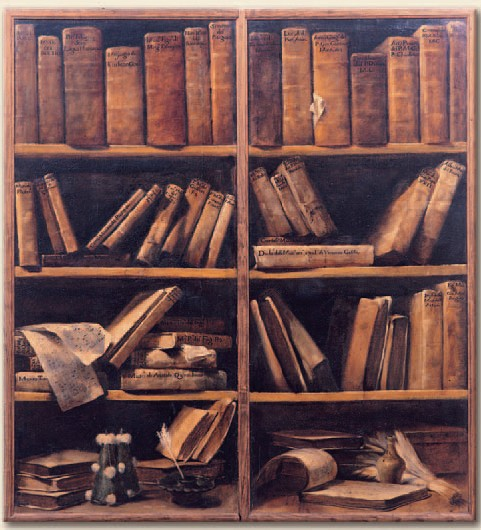
LIbreria de G.M.Crespi, ca. 1720-1730.

L’opéra italien devient le protagoniste des salles successives, en commençant par le XVIIIe siècle avec la salle 6 (salle à l’orientale, toujours de Barozzi), dédiée au célèbre chanteur Carlo Broschi dit Farinelli. Son portrait peint par Corrado Giaquinto domine la salle, tout en dialoguant avec les effigies de castrats et de compositeurs de la même période, comme Domenico Cimarosa et Antonio Vivaldi. 
Dans la salle 7, le XIXe siècle (en particulier Gioachino Rossini, dont le nom est très étroitement lié à Bologne) est illustré par des portraits, des bustes et des livrets. On note en particulier les livrets des premières représentations d’Isabella Colbran, chanteuse et première femme de Rossini, la partition autographe du Barbier de Séville, de singuliers effets personnels du compositeur comme sa robe de chambre et sa perruque, mais aussi son propre pianoforte à queue réalisé en 1844 par Camille Pleyel.
Le parcours continue à travers les siècles avec la salle 8 (salle des Vertus, œuvre en style semi-gothique d’Antonio Basoli) dédiée aux livres de musique et instruments des XVIIIe et XIXe siècles : violes d’amour et flûtes traversières à côté de gravures et partitions composées par Torelli, Vivaldi, Bertoni, et le buccin réalisé à Lyon par Jean-Baptiste Tabard. 
La dernière salle, salle 9, est dédiée au XXe siècle, aux œuvres d’Ottorino Respighi et au violoniste Arrigo Serato (it), représenté par Felice Casorati.

## La bibliothèque et l’espace événements

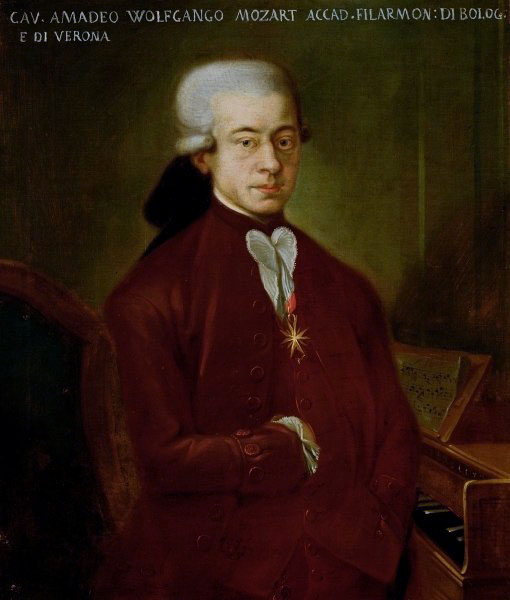
Wolfgang Amadeus Mozart, 1777.

Au premier étage, l’espace destiné à recevoir la bibliothèque musicale, renommée au niveau international pour la rareté et l’importance des matériaux conservés, déjà connue et enviée à l’époque du père Martini, a été aménagé avec une entrée opposée à celle des salles du musée. 
L’ensemble comprend beaucoup de précieux manuscrits, éditions imprimées du XVIe au  XVIIIe siècle, une collection de douze mille livrets d’opéra, une collection singulière d’autographes, comme par exemple l’antienne composée par Mozart pour l’admission à l’Accademia Filarmonica de Bologne, exposée dans la salle 3 du musée. 

La bibliothèque est dotée de salles de lecture dédiées aux livres anciens et modernes, des salles pour la consultation de microfilms et de documents multimédias et enfin une chambre forte sophistiquée pour une conservation optimale du matériel bibliographique. 
Pour conjuguer de manière fonctionnelle l'exposition permanente avec les espaces de la bibliothèque, un espace événements a été conçu autour d'une salle à double exèdre comprenant quatre-vingt places assises, d'un foyer adjacent pourvu de matériels multimédias, et d’une salle égyptienne, peinte par Gaetano Lodi (it).

## Galerie

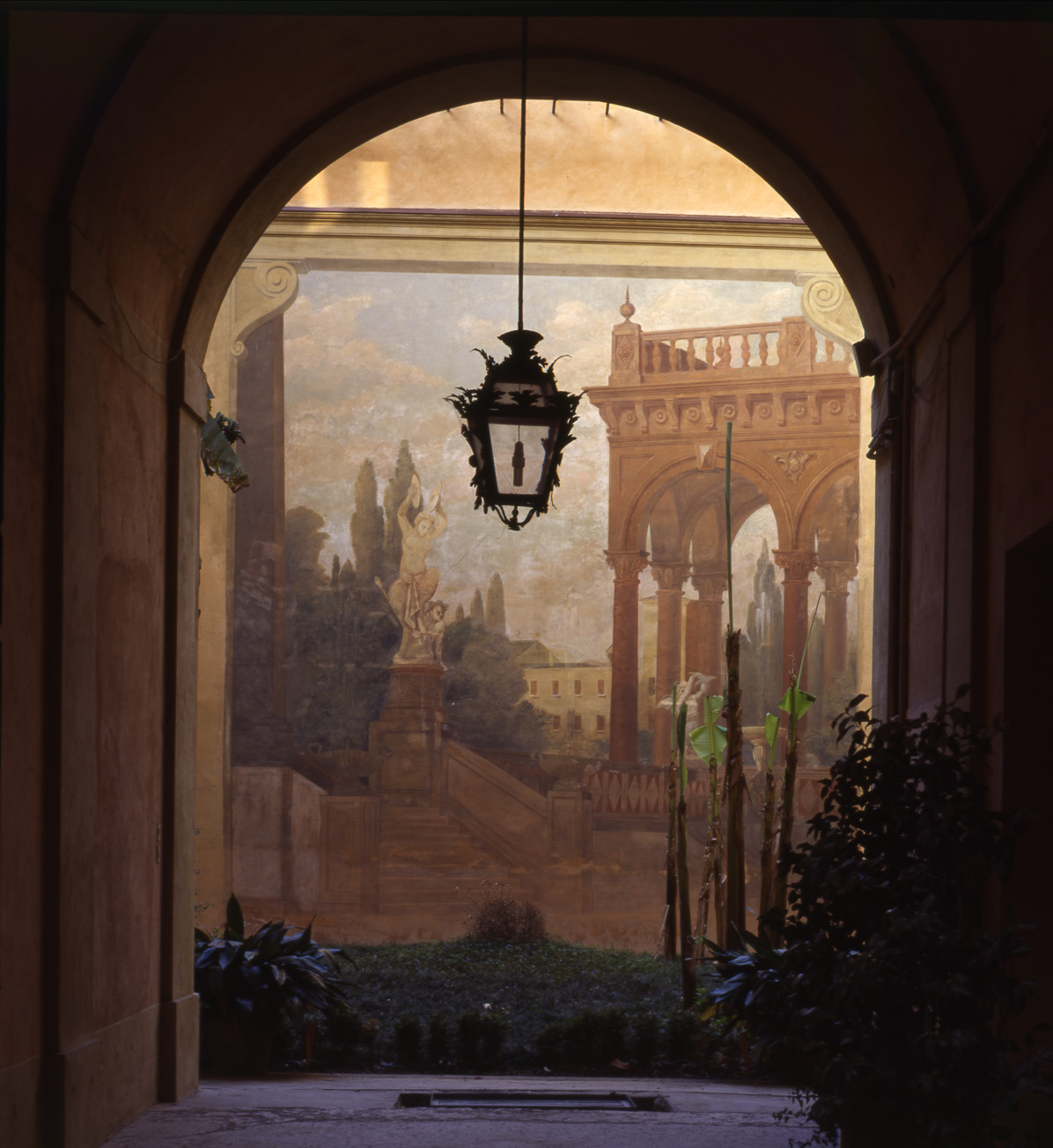
Entrance - Trompe-l'œil - Luigi Busatti
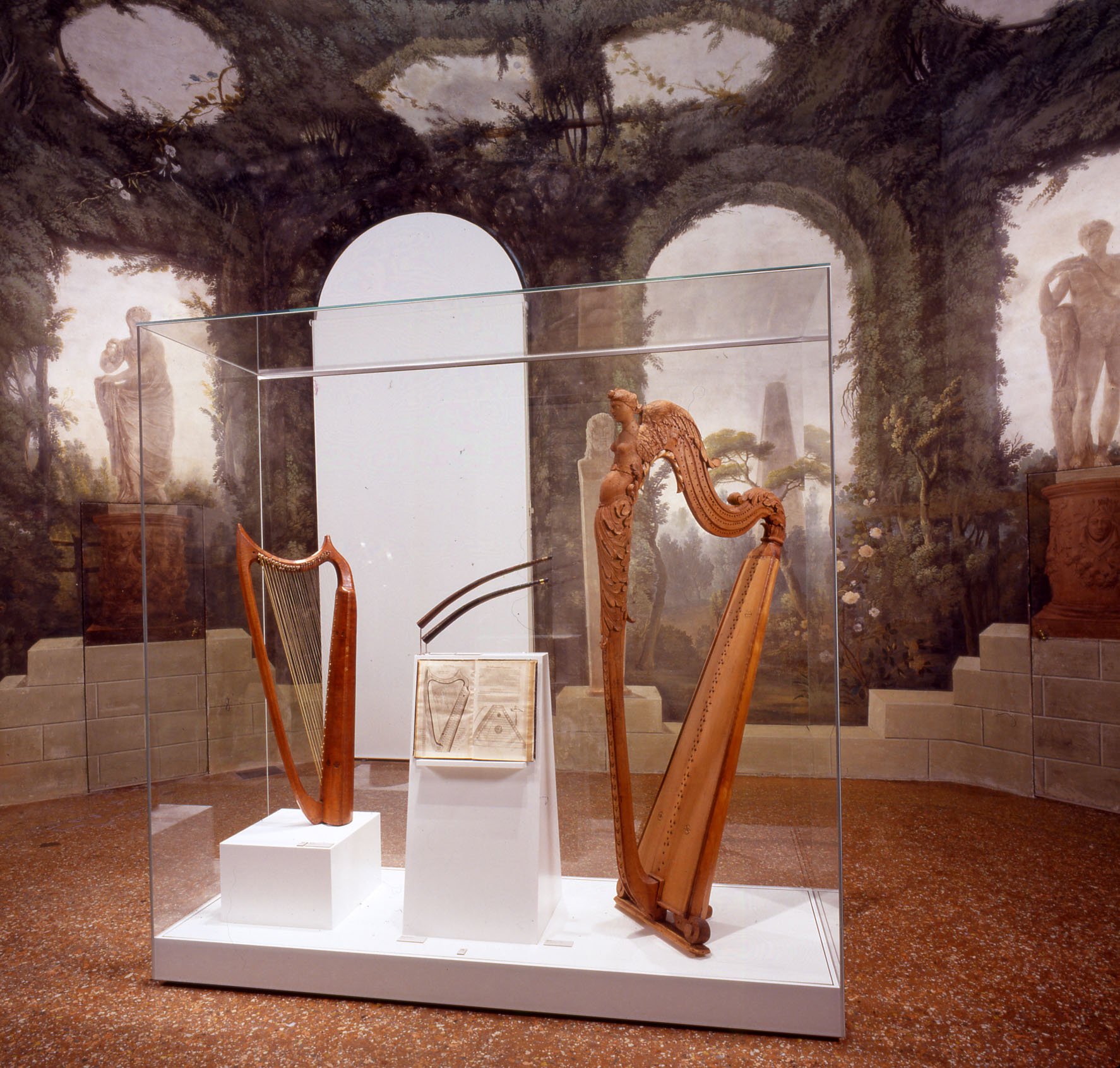
Chambre 1 - A la boschereccia
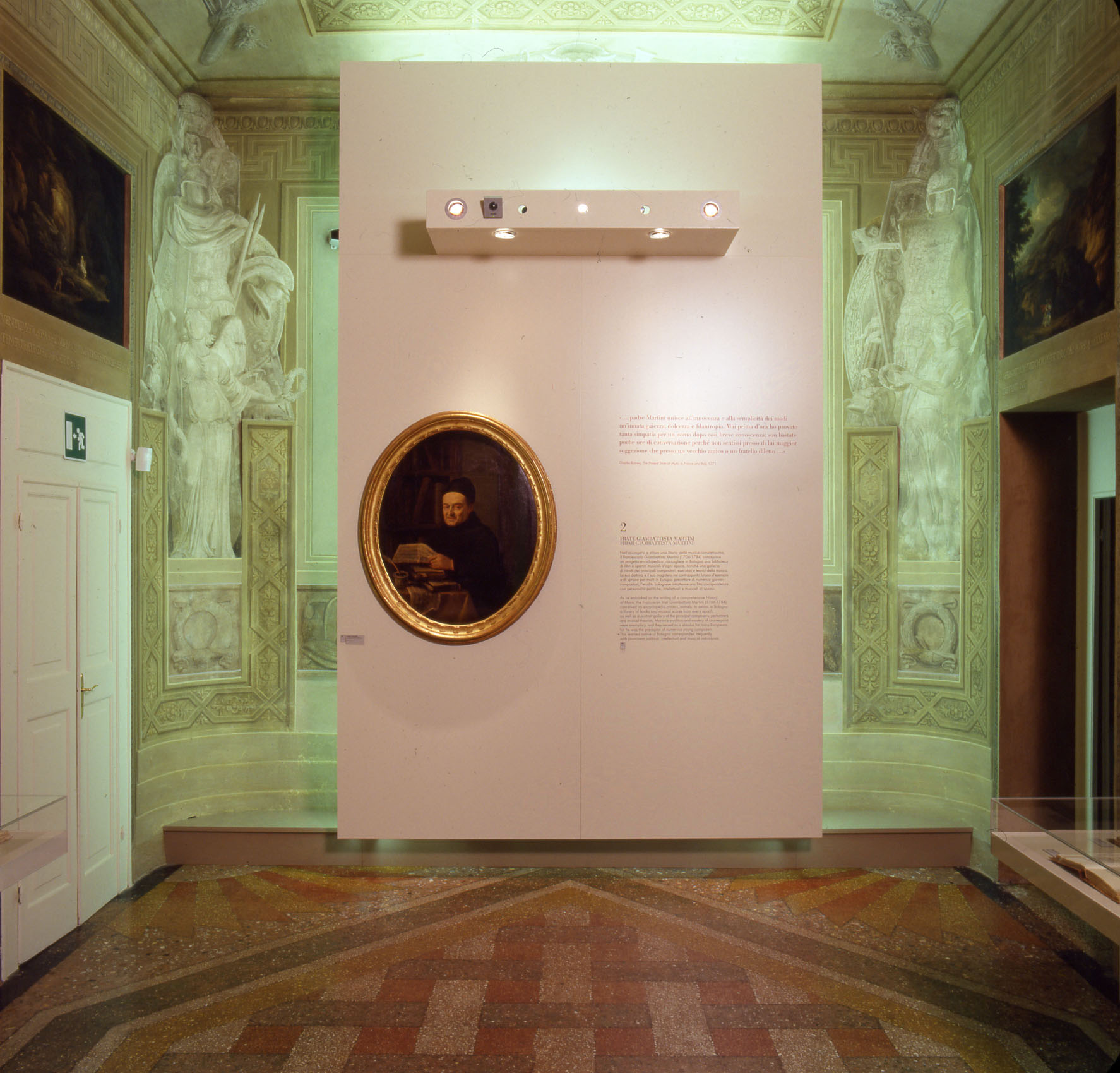
Chambre 2 - Frate Giambattista Martini
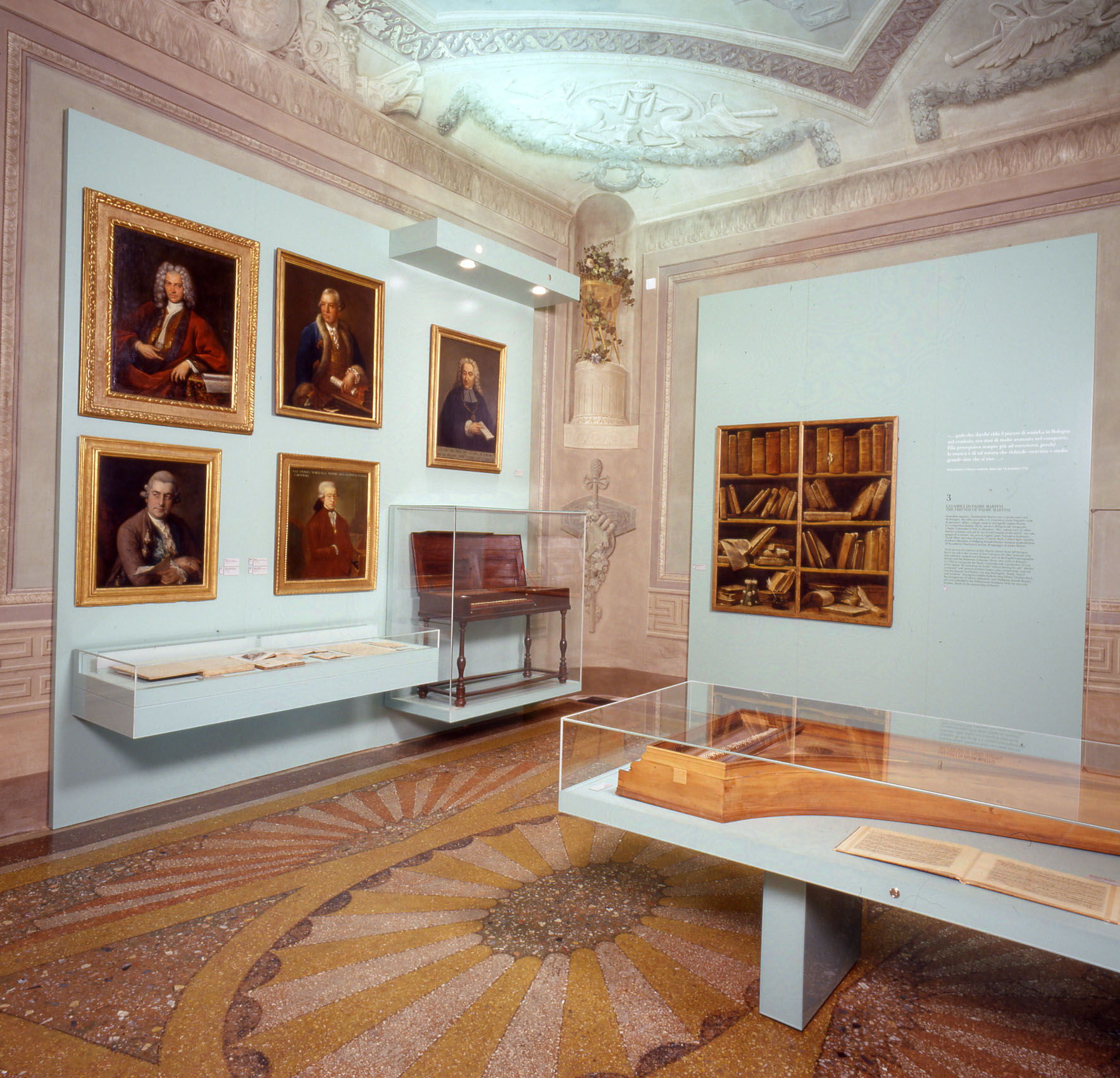
Chambre 3 - Amis de Padre Martini
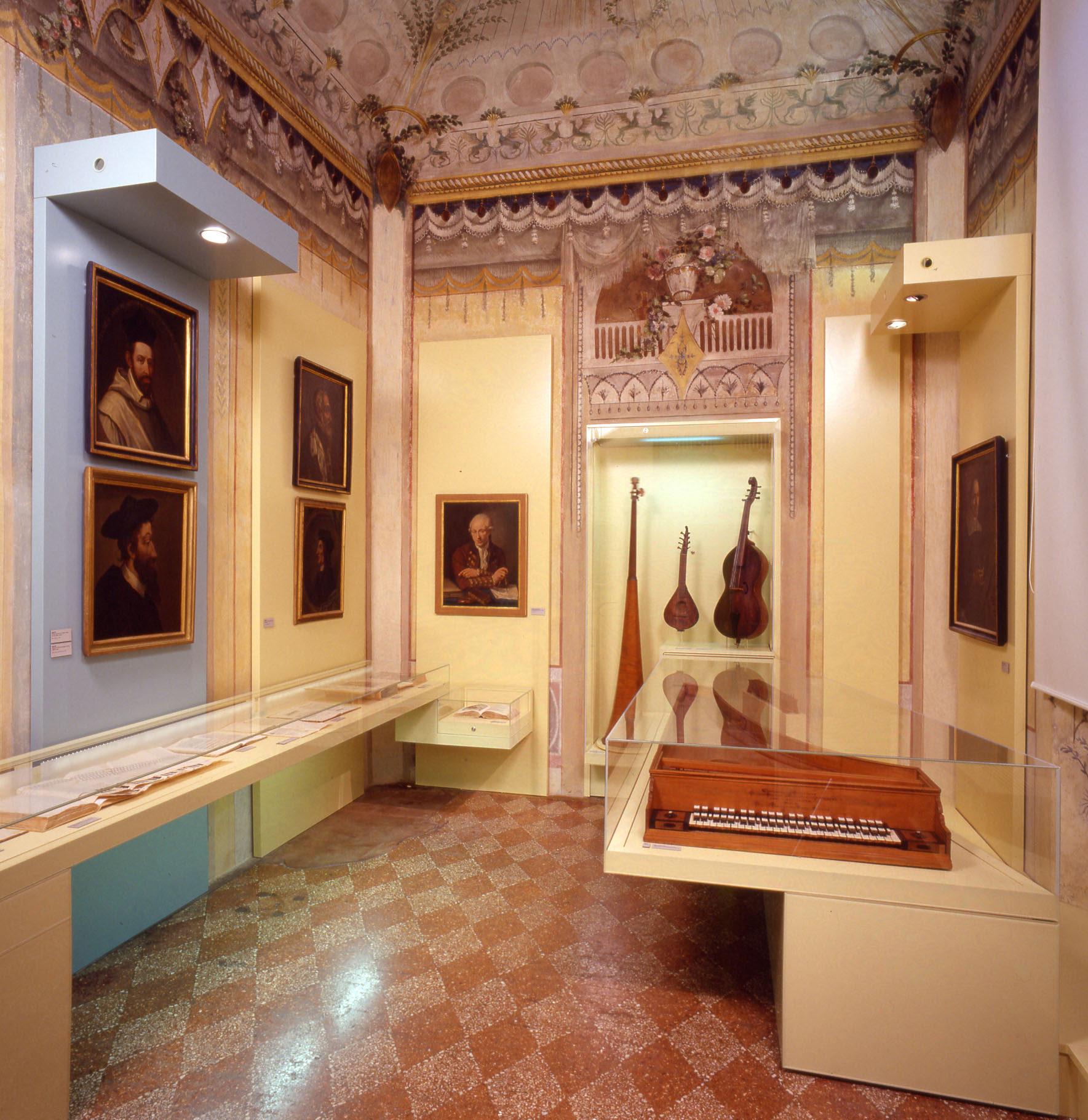
Chambre 4 - l'Idée de la musique
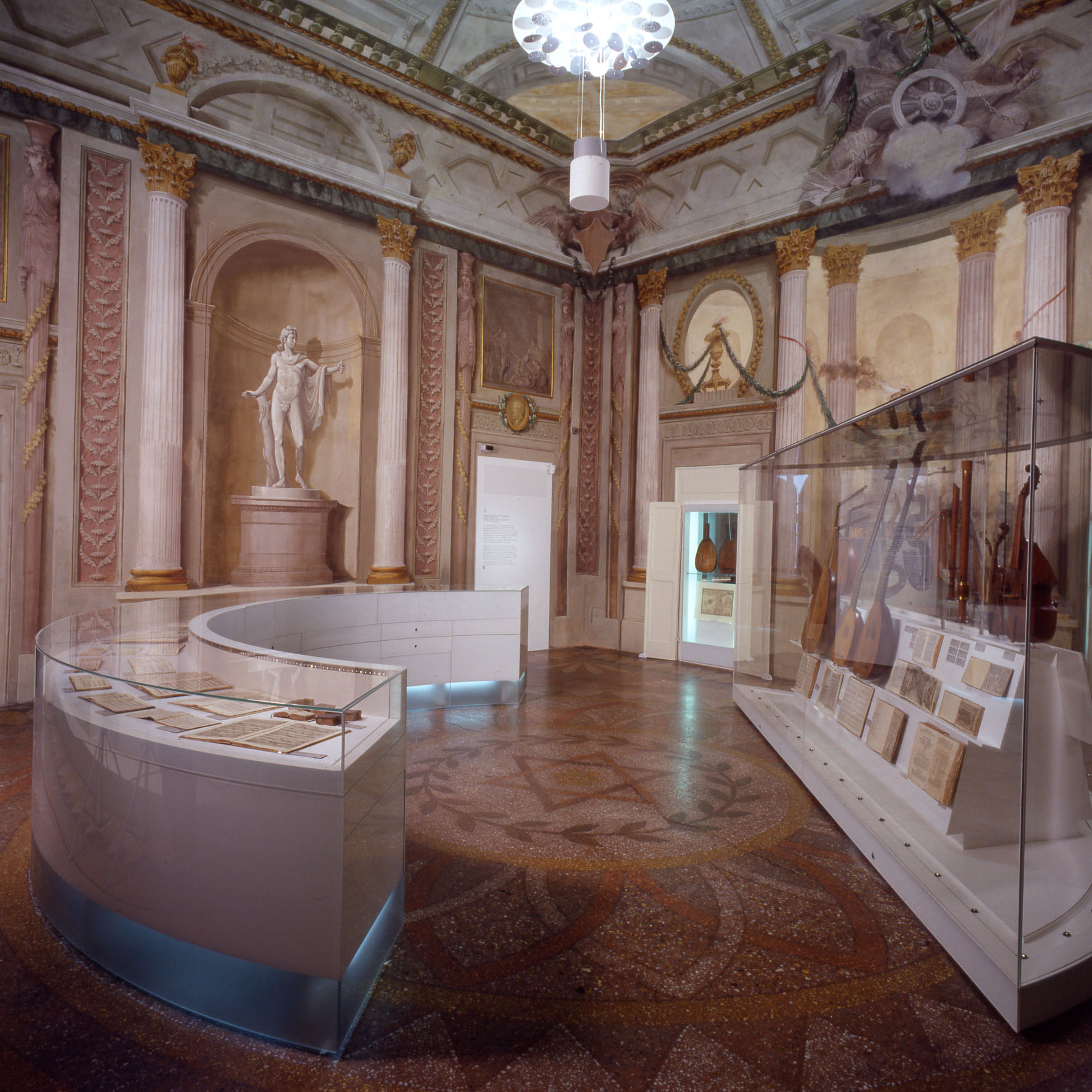
Chambre 5 - Livres de musique et instruments des XVIe et XVIIe siècles
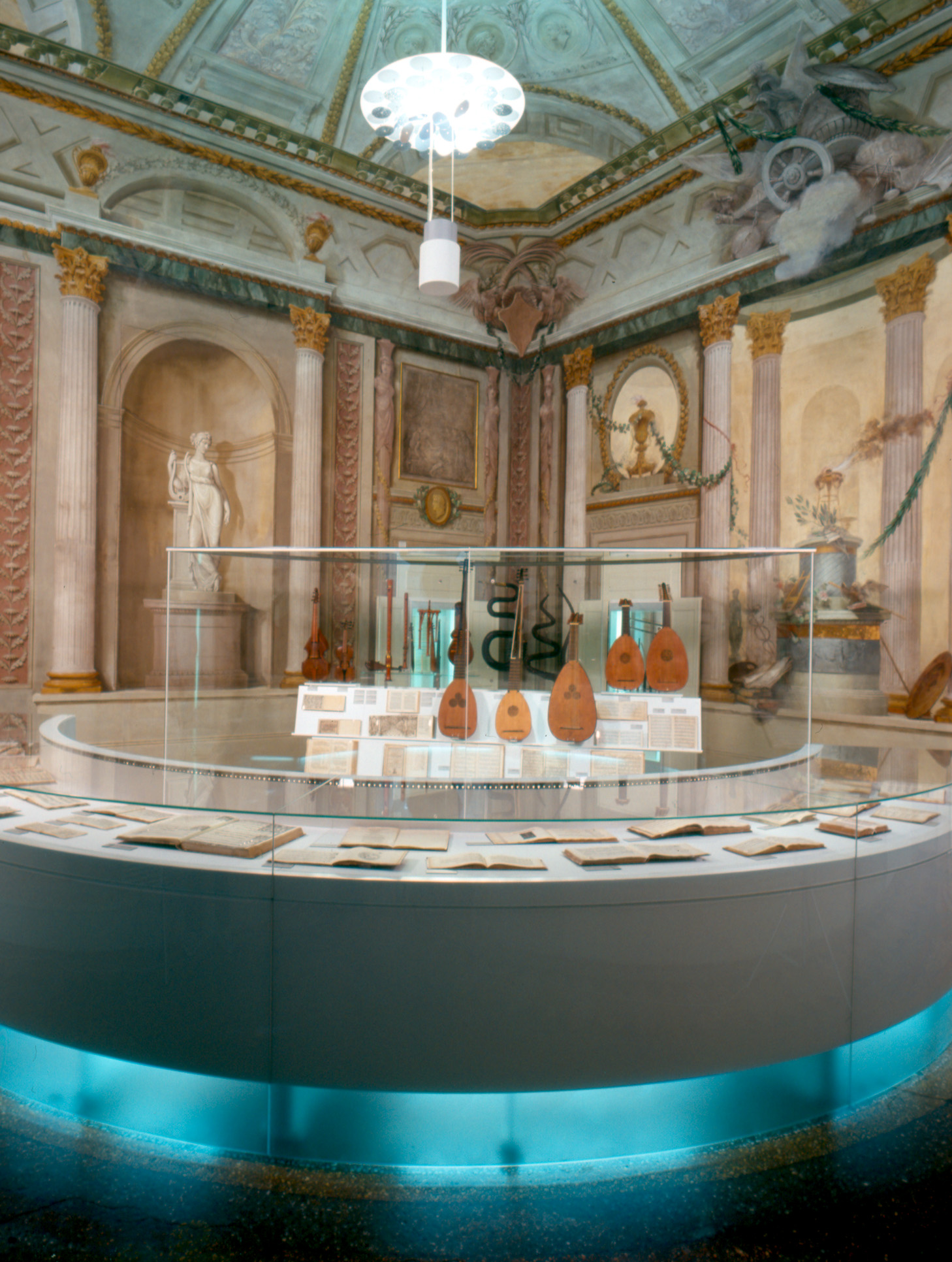
Chambre 5 - Livres de musique et instruments des XVIe et XVIIe siècles
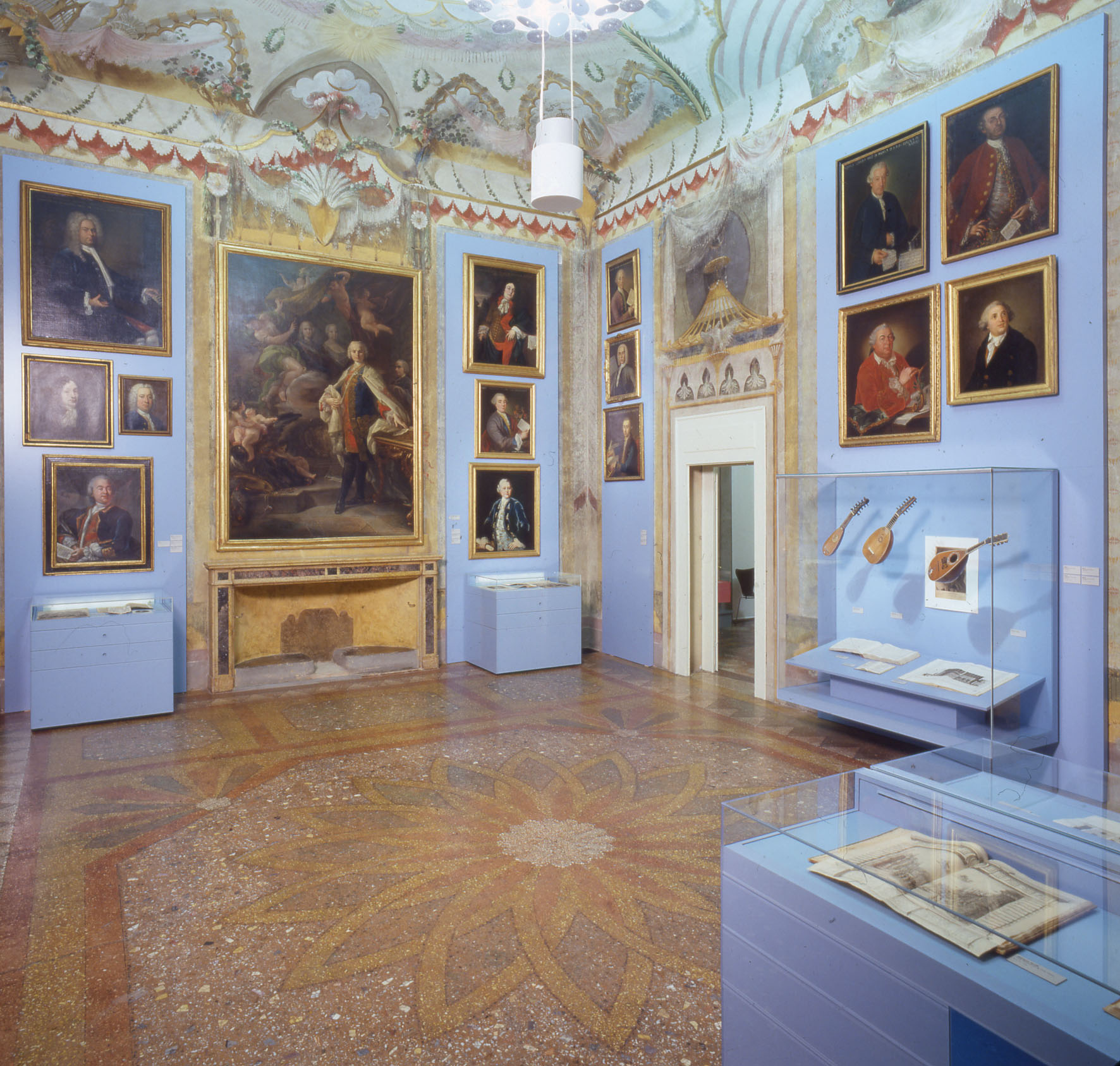
Chambre 6 - Farinelli et l'opéra italien du XVIIIe siècle
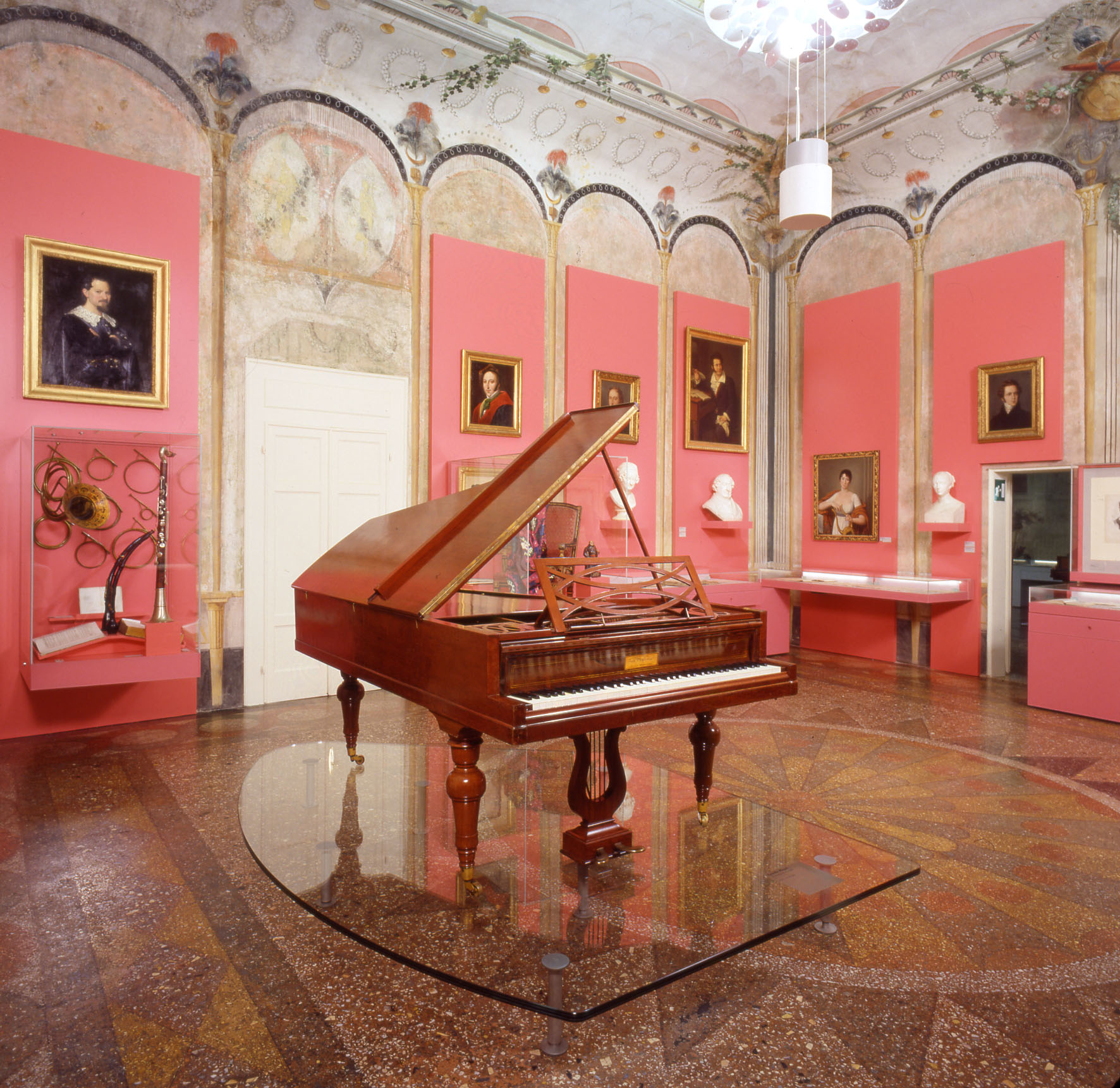
Chambre 7 - Rossini et l'opéra du XIXe siècle
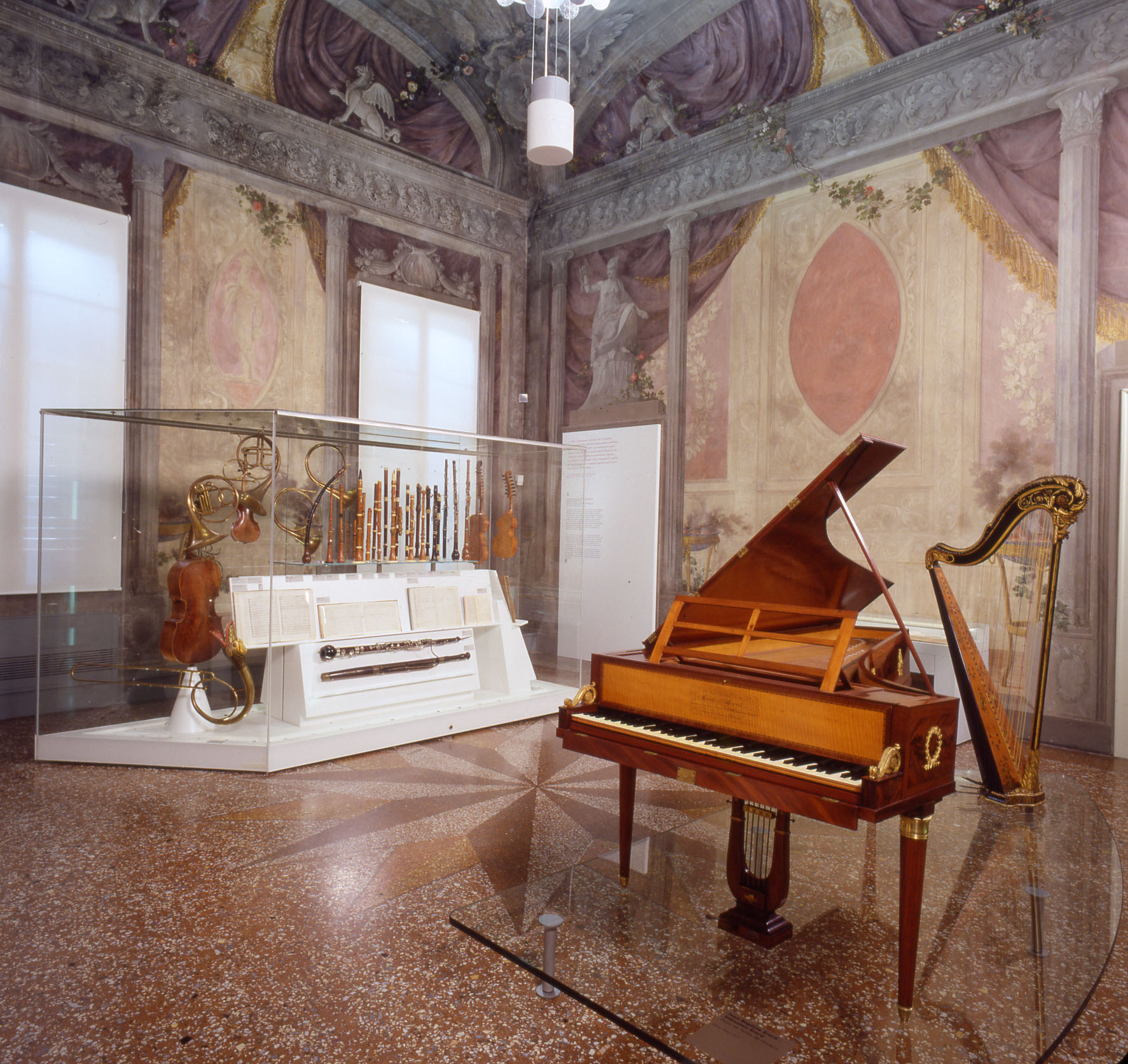
Chambre 8 - Livres de musique et instruments des XVIIIe et XIXe siècles
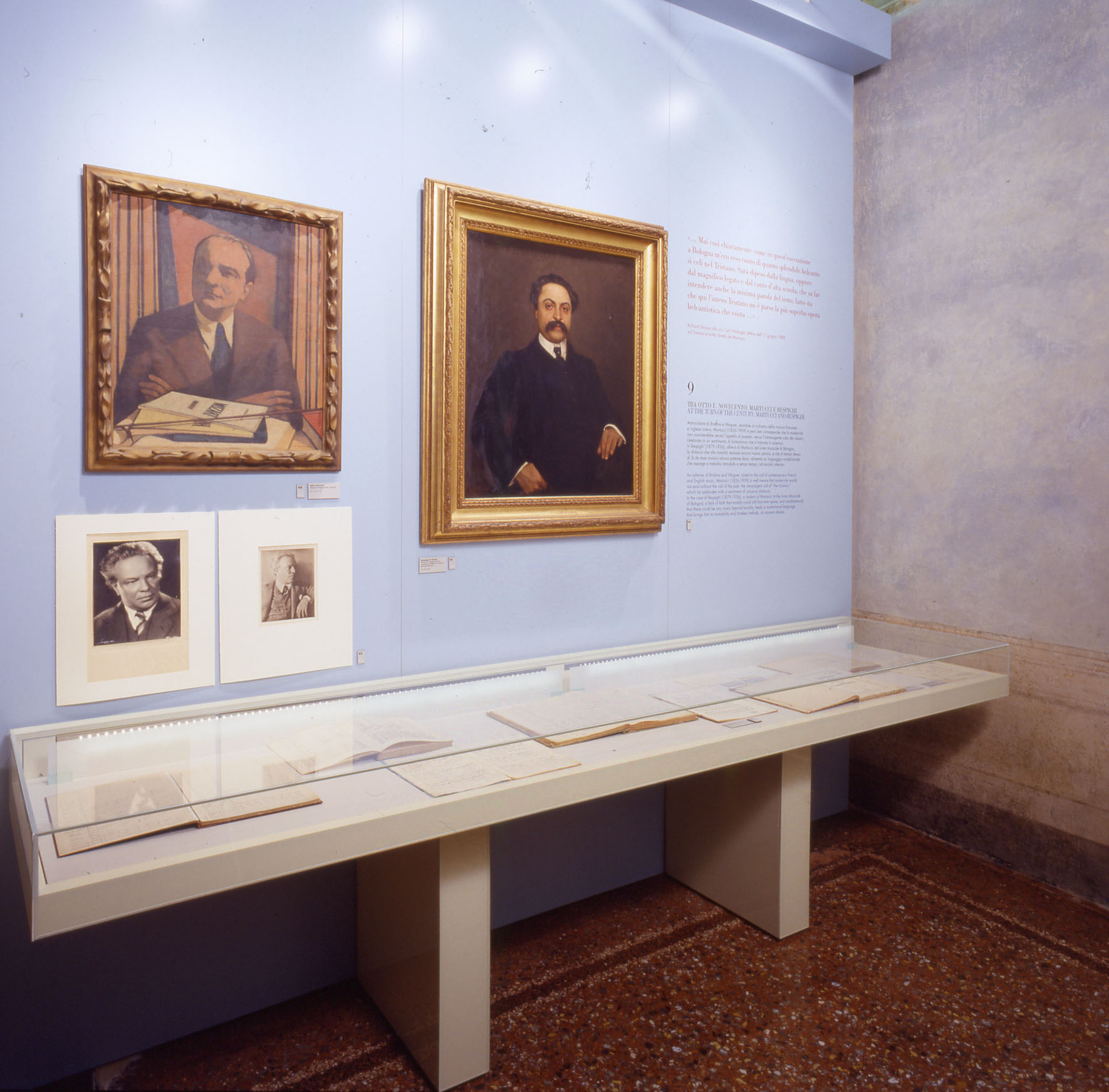
Chambre 9 - Entre XIXe et XXe siècles: Martucci et Respighi